# Piezocera araujosilvai
Piezocera araujosilvai là một loài bọ cánh cứng trong họ Cerambycidae.